# Orla Chennaoui
Orla Chennaoui (Heron, som ogift), född 13 november 1978 i Draperstown i Nordirland, är en brittisk journalist och programledare.

## Biografi
Chennaoui är en före detta trestegshoppare som bland annat varit "all-Ireland"-mästare. Hon är utbildad inom juridik och franska vid Queen's University Belfast. Hon fortsatte sina akademiska studier vid Edinburgh Napier University där hon utbildade sig till journalist och tog en magisterexamen.
År 2005 började hon på Sky News som korrespondent för Nordirland. 2010 sadlade hon om till sportreporter på Sky Sports med fokus på cykelsport. Vid sommarolympiaderna 2012 och 2016 var hon kanalens huvudsakliga korrespondent. 2019 bytte hon arbetsgivare från Sky till Eurosport där hon bland annat leder programmet The Breakaway.
Hon är gift med Mourad Chennaoui och tillsammans har de två barn.